# Santa leda
Santa leda (engleski: iceberg iz germanskog: ijsberg, Isbjerg, eisberg, Isberg doslovno prevedeno ledeno brdo) je plutajuća masa slatkovodnog leda koji se odvalio s ledenjaka ili ledenog pojasa i pluta po moru.
Sante leda nalaze se u oceanima blizu Antarktika, u morima Arktika i sub Arktika, u arktičkim fjordovima, ali i po jezerima koje pune ledenjaci.

## Obilježja
Od sante lede se obično vidi samo 10 do 12% od njenog stvarnog volumena iznad vodene linije, jer je njen najveći dio u moru. Zbog tog su one velika opasnost za brodove, tako je uostalom nastradao i Titanic kad se očešao u naizgled bezazlenu santu.
Tjerane morskim strujama, sante mogu putovati po 10 - 12 km dnevno, a da se u potpunosti rastope treba im po nekoliko godina, što ovisi o njihovoj masi. Voda otopljenih santi je čista i može se rabiti za piće. Pojedine veće sante imaju osim leda i materijal odlomljenih stijena u svojoj masi. 
Pojedine sante leda imaju promjer od 80 do 120 km i volumen 2 000 - 5 000 m³, tako da mogu plutati oceanima 6 do 12 godina, dok potpuno ne isčeznu.

## Vanjske poveznice
- iceberg na portalu Encyclopædia Britannica (engl.)
- Iceberg Finder Service (for east coast of Canada) (engl.)
- Icebergs of The Arctic and Antarctic  Arhivirana inačica izvorne stranice od 26. kolovoza 2009. (Wayback Machine) (engl.)